# Sergej Tivjakov
Sergej Tivjakov (* 14. února 1973, Krasnodar, Sovětský svaz) je nizozemský šachový velmistr. V letech 2006 a 2007 se stal holandským šampiónem, v roce 2008 pak zvítězil na evropském mistrovství jednotlivců.
V roce 1994 reprezentoval Rusko na šachové olympiádě, z niž si odvezl zlatou medaili. Později také zářil na evropských týmových mistrovstvích, z nichž si dohromady odvezl tři zlaté medaile, dvě za týmové vítězství (2001, 2005) a jednu za individuální výkon (2001).
Mimo tyto výsledky dokázal vyhrát i několik menších turnajů, např. V Hoogeveenu (2009) či Leidenu (2011).